# Centruroides poncei
Espèce
Centruroides poncei est une espèce de scorpions de la famille des Buthidae.

## Distribution
Cette espèce est endémique du Mexique. Elle se rencontre dans le Sud-Est de l'Oaxaca et dans le Sud-Ouest du Guerrero.

## Description
Le mâle holotype mesure 42,21 mm, le mâle paratype mesure 29,51 mm et les femelles paratypes 33,51 mm et 37,55 mm.

## Étymologie
Cette espèce est nommée en l'honneur de Javier Ponce-Saavedra.

## Publication originale
- Teruel, Kovařík, Baldazo-Monsiváis & Hoferek, 2015 : « A new species of Centruroides of the nigrovariatus group (Scorpiones: Buthidae) from southern Mexico. » Revista Ibérica de Aracnología, no 26, p. 3-14 (texte intégral).